# Mu Zi
Mu Zi (Chinees: 木子; Liaoning, 9 januari 1989) is een Chinees voormalig professioneel tafeltennisster. Zij speelt rechtshandig met de shakehand-grip.

## Belangrijkste resultaten
- Zilver in het gemengd dubbelspel op de wereldkampioenschappen 2009 met Zhang Jike.
- Zilver in het gemengd dubbelspel op de wereldkampioenschappen 2011 met Hao Shuai.
- Brons in het enkelspel op de wereldkampioenschappen 2015.